# Miloš Krasić
Miloš Krasić (cyr. Милош Красић, ur. 1 listopada 1984 w Titovej Mitrowicy) – serbski piłkarz występujący na pozycji pomocnika. Były reprezentant Serbii.

## Kariera klubowa
Krasić pochodzi z Kosowa. Jest wychowankiem klubu Rudar Kosovska Mitrovica, gdzie występował przez rok. Następnie w 1999 roku w wieku 14 lat przeniósł się do Vojvodiny z miasta Nowy Sad i w jej barwach zadebiutował w serbskiej I lidze. Spędził tam 4,5 roku, m.in. pełniąc funkcję kapitana zespołu.
W styczniu 2004 roku za 2,25 miliona euro Krasić przeszedł do rosyjskiego CSKA Moskwa. Już w tym samym roku wywalczył wicemistrzostwo Rosji, a w sezonie 2004/2005 wystąpił w 3 meczach Pucharu UEFA, który wraz z CSKA zdobył po zwycięstwie 3:1 w finale nad Sportingiem. Kolejno w 2005 i 2006 roku wywalczył krajowe dublety: Mistrzostwo i Puchar Rosji. W 2008 roku został wicemistrzem Rosji oraz ponownie zdobył krajowy puchar. 19 sierpnia 2010 roku za kwotę 15 mln euro przeszedł do Juventusu. W Serie A zadebiutował 29 sierpnia w przegranym 0:1 wyjazdowym meczu z Bari. 26 września 2010 w meczu z Cagliari Calcio (4:2) zdobył hat-tricka. Były to jego debiutanckie trafienia we włoskiej Serie A. W ostatnim sezonie spędzonym we Włoszech, zdobył z Juventusem Mistrzostwo Włoch.
2 sierpnia 2012 roku podpisał kontrakt z tureckim Fenerbahçe SK. W jego barwach, w Super Lig, zadebiutował 18 sierpnia 2012 w meczu z Elazigsporem (1:1). Już w swoim pierwszym sezonie w Stambule, wygrał z klubem Puchar Turcji.
30 sierpnia 2013 roku, przeszedł na zasadzie wypożyczenia do SC Bastia. W Ligue 1 debiutował 21 września 2013, w zremisowanym 0:0, prestiżowym starciu z Olympique Marsylia. 4 października 2013 w meczu z FC Lorient (4:1) zanotował swoje pierwsze trafienie we Francji.
30 sierpnia 2015 roku, podpisał dwuletni kontrakt z Lechią Gdańsk. W Ekstraklasie zadebiutował 11 września 2015 roku w zremisowanym 0:0 spotkaniu z Koroną Kielce, zaś swojego pierwszego gola w polskiej lidze zdobył 13 lutego 2016 w wygranym 5:0 meczu z Podbeskidziem Bielsko-Biała. 16 marca 2017 przedłużył kontrakt z klubem do 30 czerwca 2019 roku. 1 grudnia 2018 roku, rozwiązał kontrakt z Lechią Gdańsk za porozumieniem stron.

## Kariera reprezentacyjna
W 2004 roku Krasić wystąpił wraz z olimpijską reprezentacją Serbii i Czarnogóry na Igrzyskach Olimpijskich w Atenach. Z kadrą U-21 występował także na ME U-21 w 2004 (wicemistrzostwo Europy), ME U-21 w 2006 (półfinał) oraz ME U-21 w 2007 (wicemistrzostwo).
W reprezentacji Serbii zadebiutował 24 marca 2007 w przegranym 1:2 meczu z Kazachstanem, rozegranym w ramach eliminacji do Euro 2008. Od czasu debiutu stał się podstawowym zawodnikiem kadry narodowej.

### Bramki w reprezentacji
| #  | Data                 | Miejsce                                 | Przeciwnik | Bramka | Rezultat | Rozgrywki     |
| -- | -------------------- | --------------------------------------- | ---------- | ------ | -------- | ------------- |
| 1. | 11 października 2008 | Stadion Crvenej zvezdy, Belgrad, Serbia | Litwa      | 2:0    | 3:0      | Eliminacje MŚ |
| 2. | 15 października 2008 | Stadion Ernsta Happela, Wiedeń, Austria | Austria    | 0:1    | 1:3      | Eliminacje MŚ |
| 3. | 5 czerwca 2010       | Stadion Partizana, Belgrad, Serbia      | Kamerun    | 1:1    | 4:3      | Towarzyski    |

## Sukcesy

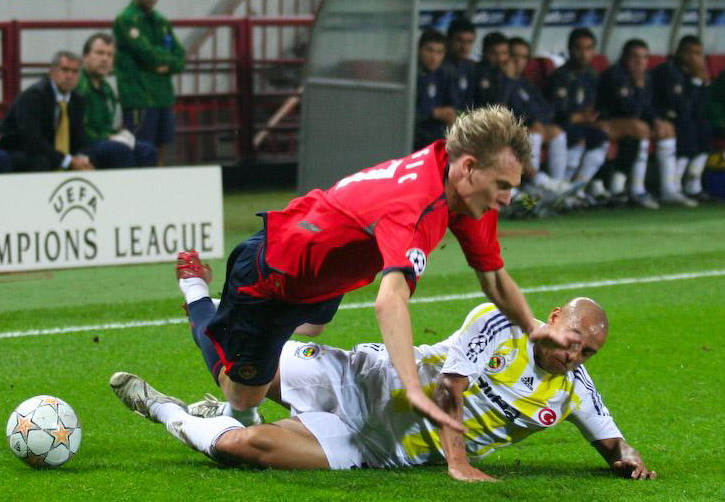
Milos Krasić (CSKA Moskwa) w walce o piłkę z Roberto Carlosem z Fenerbahce (faza grupowa Ligi Mistrzów, 2.10.2007)

### CSKA Moskwa
- Mistrzostwo Rosji: 2005, 2006
- Puchar Rosji: 2004/05, 2005/06, 2007/08, 2008/09
- Superpuchar Rosji: 2006, 2007, 2009
- Puchar UEFA: 2004/05

### Juventus
- Mistrzostwo Włoch: 2011/12

### Fenerbahçe
- Puchar Turcji: 2012/13